# حبقاوية
الحبقاوية (الاسم العلمي: Ocimeae) هي قبيلة من النباتات تتبع الفصيلة الشفوية من رتبة الشفويات.

## عمائر
- حبقينة (الاسم العلمي:حبقينة)
- نعناعينة دغلية (الاسم العلمي:Hyptidinae)
- (الاسم العلمي:Lavandulinae)
- (الاسم العلمي:Hanceolinae)
- (الاسم العلمي:Plectranthinae)

## الجنس النموذجي
- الحبق (الاسم العلمي:حبق) هو الجنس النموذجي لهذه القبيلة.